# ماري بيكفورد
ماري بيكفورد (بالإنجليزية: Mary Pickford)‏ هي ممثلة أمريكية من أصل كندي، واشتهرت أيام السينما الصامتة، وهي من المؤسسين المشاركين من لأستوديوهات يونايتد أرتيستس للأفلام وأيضا أحد المؤسسين الستة وثلاثين الأصليين من مؤسسي أكاديمية فنون وعلوم الصور المتحركة. وهي معروفة أيضا بلقب «حبيبة أمريكا»، أو «ماري الصغيرة» و«الفتاة ذات الضفائر»، وكانت إحدى الرواد الكنديين في أيام هوليوود الأولى ورمز مهم في تطوير صناعة السينما.
لأن شهرتها العالمية زادت بصناعة الصور المتحركة، فقد أصبحت حدا فاصلا في تاريخ الشهرة الحديث. وكأحد أكثر ممثلات ومنتجات السينما الصامتة، كانت متطلبات عقدها مركزية في تشكيل صناعة السينما في هوليوود. وفي تقدير لمساهماتها في السينما الأمريكية، ووضع معهد الفيلم الأمريكي اسم بيكفورد في المرتبة الرابعة والعشرين بين أعظم النجمات لكل الأزمان.

## الفلم الأكثر نجاحا
لاشك بان الجميع قد عرف أفلام الأميرة الصغيرة التي اخذت عن رواية قصصية أنتجت عام 1900 حيث ماري مثلت في الفلم الصامت الرائع ا ليتتيل برينسيس

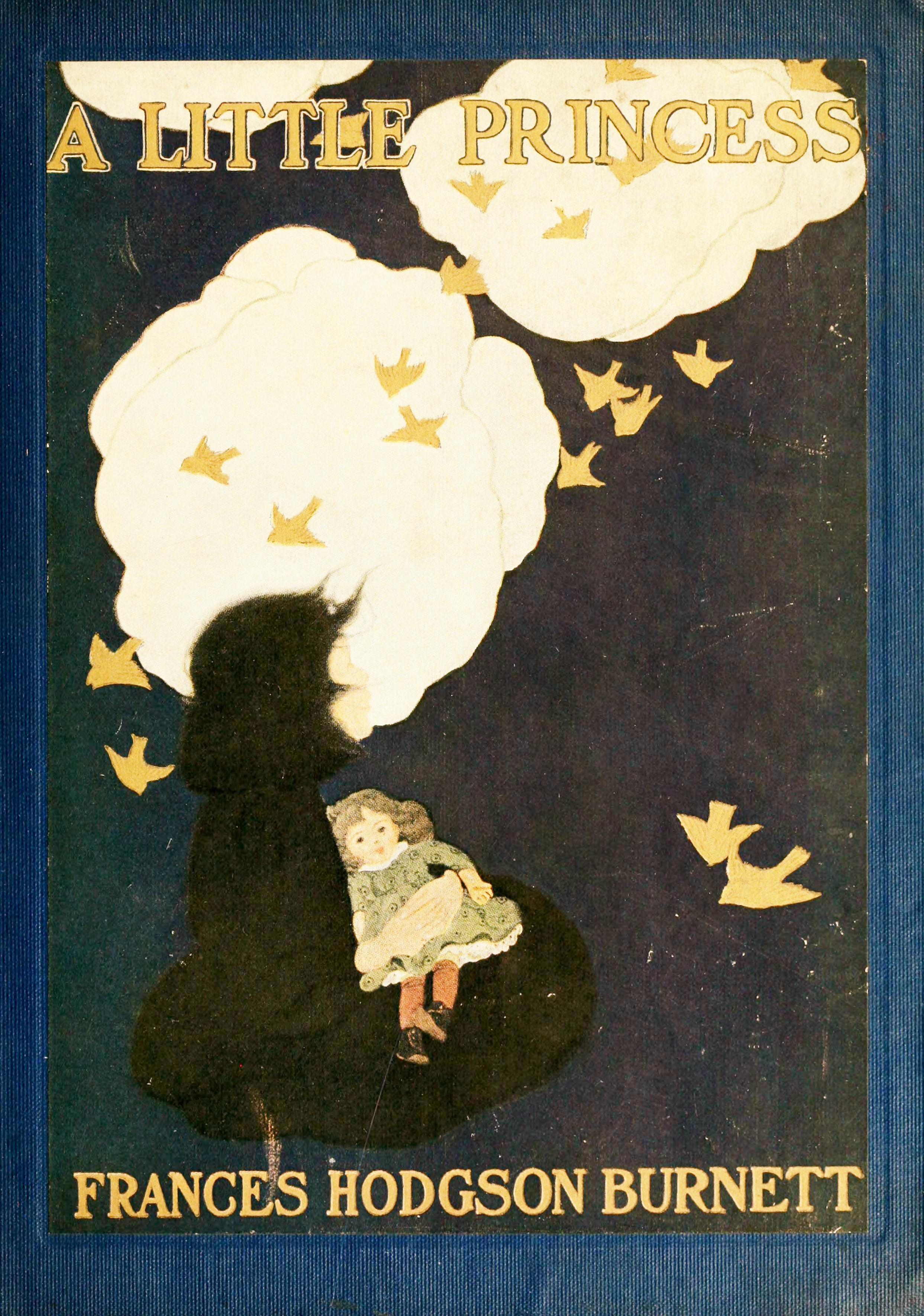
A Little Princess cover

## الفيلم عن حياتها
شترت المنتجة والممثلة «جوليا آل باتشينو»، ابنة النجم الحاصل على جائزة الأوسكار عام 1992، حقوق تقديم السيرة الذاتية للممثلة الصامتة ماري بيكفورد في فيلمٍ سينمائي.
واستقرت جوليا على المخرجة جينفر داليا، التي قدمت فيلماً روائياً واحداً هو "Billy Bates"، لإخراج قصة حياة ماري بيكفورد على الشاشة.
ولم يتم بعد اختيار الممثلة الذي ستقوم بأداءِ الدور، ولكن من ضمن الاحتمالات أن تقوم جوليا نفسها بالبطولة.
وتدور قصة العمل حول نجاح بيكفورد في السينما الصامتة، والذي خفت بعد أن نطقت السينما، مما جعلها تعتزل وتتفرغ للكتابة.
يذكر أن ماري بيكفورد قد حصلت على جائزة أفضل ممثلة عن فيلم "Coquette" عام 1929، بينما حصلت على أوسكار شرفي عام 1976 تقديراً لأهميتها.

## وفاتها
في 29 مايو1979 توفيت ماري في سانتا مونيكا بسبب نزيف المخ والتي كانت تعاني منه أكثر من أسبوع

## روابط خارجية
- ماري بيكفورد على موقع IMDb (الإنجليزية)
- ماري بيكفورد على موقع الموسوعة البريطانية (الإنجليزية)
- ماري بيكفورد على موقع روتن توميتوز (الإنجليزية)
- ماري بيكفورد على موقع مونزينجر (الألمانية)
- ماري بيكفورد على موقع ألو سيني (الفرنسية)
- ماري بيكفورد على موقع ميوزك برينز (الإنجليزية)
- ماري بيكفورد على موقع تيرنر كلاسيك موفيز (الإنجليزية)
- ماري بيكفورد على موقع أول موفي (الإنجليزية)
- ماري بيكفورد على موقع قاعدة بيانات برودواي على الإنترنت (الإنجليزية)
- ماري بيكفورد على موقع قاعدة بيانات الأفلام السويدية (السويدية)